# Kansas (Illinois)
Kansas es una villa ubicada en el condado de Edgar en el estado estadounidense de Illinois. En el Censo de 2010 tenía una población de 787 habitantes y una densidad poblacional de 296,45 personas por km².

## Geografía
Kansas se encuentra ubicada en las coordenadas 39°33′16″N 87°56′22″O / 39.55444, -87.93944. Según la Oficina del Censo de los Estados Unidos, Kansas tiene una superficie total de 2.65 km², de la cual 2.65 km² corresponden a tierra firme y (0%) 0 km² es agua.

## Demografía
Según el censo de 2010, había 787 personas residiendo en Kansas. La densidad de población era de 296,45 hab./km². De los 787 habitantes, Kansas estaba compuesto por el 98.48% blancos, el 1.02% eran afroamericanos, el 0% eran amerindios, el 0% eran asiáticos, el 0% eran isleños del Pacífico, el 0.13% eran de otras razas y el 0.38% pertenecían a dos o más razas. Del total de la población el 1.4% eran hispanos o latinos de cualquier raza.